# イーストランシング
イーストランシング（East Lansing）は、アメリカ合衆国ミシガン州のインガム郡にある都市。州都ランシングの東に隣接している。市域の一部はクリントン郡に入っている。ミシガン州立大学（MSU）が立地する学園都市。

## 歴史
- 1847年 - デトロイト市からランシングに州都が移る。同時にイーストランシング市への移住が始まる。
- 1855年 - ミシガン州立大学が設立される。

## 行政
イーストランシング市はシティー・マネージャー制である。

## 交通

### 航空
- ランシング首都圏国際空港

### 列車
- キャピタル・エリア・マルチモーダル・ゲートウェイ駅（アムトラック）

### バス
- グレイハウンド (バス)
- CATAバス（Capital Area Transportation Authority）- イーストランシング市一帯をカバーし、ミシガン州立大生や住民の重要な交通手段となっている。

## 新聞
- State News
- Lansing State Journal
- Lansing City Pulse

## 教育

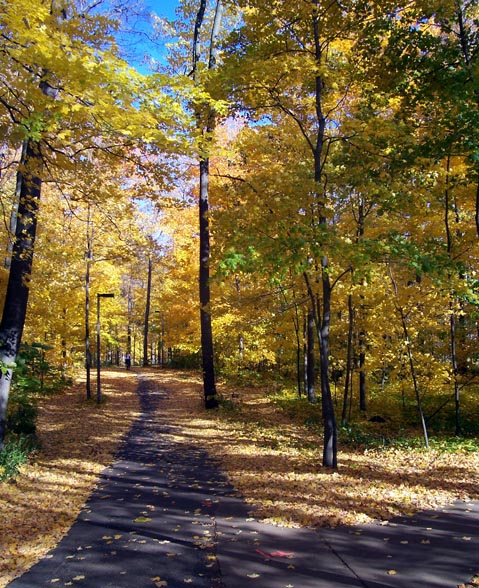
MSU 遊歩道

イーストランシング市に位置するミシガン州立大学はミシガン州で最大規模の大学である。また医学部や法学部を含む200種類以上の教育プログラムも有名。